# Festival du film de Cabourg 2021
Le Festival du film de Cabourg 2021, 35e édition du festival, s'est déroulé du 9 juin au 13 juin 2021.

## Jury

### Compétition longs métrages
- Régis Wargnier (président du jury) : réalisateur
- Jeanne Added : chanteuse
- Alice Belaïdi : actrice
- Raphaëlle Desplechin : scénariste
- David Gauquié : producteur
- Vahina Giocante : actrice
- Izia Higelin : actrice, chanteuse
- Grégoire Leprince-Ringuet : acteur, poète et cinéaste
- Fatou N'Diaye : actrice
- Zoé Wittock : réalisatrice
- Marisa Berenson : actrice

### Compétition courts métrages
- Jérémy Clapin (président du jury) : réalisateur
- Marilou Aussilloux : actrice
- Victor Belmondo : acteur
- Claire Chust : actrice
- Dadju : auteur, compositeur et interprète
- Brigitte Fossey : comédienne
- Alexia Giordano : actrice
- Aliocha Schneider : acteur

## Sélection

### Sélection officielle - en compétition longs métrages
- A Good Man de Marie-Castille Mention-Schaar  France
- Gagarine de Fanny Liatard et Jérémy Trouilh  France
- Une vie démente de Ann Sirot et Raphaël Balboni  Belgique
- The Whaler Boy de Philipp Youriev  Russie
- I'm Your Man (Ich bin dein Mensch) de Maria Schrader  Allemagne
- De nos frères blessés de Hélier Cisterne  France  Belgique  Algérie
- Lei mi parla ancora de Pupi Avati  Italie

### Panorama
- La Nuit venue de Frédéric Farrucci  France
- Garçon chiffon de Nicolas Maury  France
- Le Discours de Laurent Tirard  France
- Les Choses qu'on dit, les choses qu'on fait de Emmanuel Mouret  France
- Mignonnes de Maïmouna Doucouré  France

### Ciné Swann
- Sous le ciel d'Alice de Chloé Mazlo  France
- Supernova de Harry Macqueen  Royaume-Uni
- Cigare au miel de Kamir Aïnouz  France
- Seize printemps de Suzanne Lindon  France
- De l'or pour les chiens de Anna Cazenave Cambet  France
- Eugénie Grandet de Marc Dugain  France
- Les Cobayes de Emmanuel Poulain-Arnaud  France
- La Pièce rapportée de Antonin Peretjatko  France
- Fantasmes de David et Stéphane Foenkinos  France

## Palmarès
- Grand Prix du jury : The Whaler Boy de Philipp Youriev
- Grand Prix du public : Fisherman's Friends de Chris Foggin
- Prix de la jeunesse : De nos frères blessés de Hélier Cisterne
- Swann du meilleur film : Les Choses qu'on dit, les choses qu'on fait de Emmanuel Mouret
- Swann du meilleur réalisateur : Emmanuel Mouret pour Les Choses qu'on dit, les choses qu'on fait
- Swann d'or de la meilleure actrice : Emilie Dequenne pour son rôle dans Les Choses qu'on dit, les choses qu'on fait
- Swann d'or du meilleur acteur : Benjamin Lavernhe pour son rôle dans Le Discours
- Révélation féminine : Jenna Thiam pour son rôle dans Les Choses qu'on dit, les choses qu'on fait
- Révélation masculine : Félix Lefebvre pour son rôle dans Été 85
- Meilleur court-métrage : On n'est pas des animaux de Noé Debré[1]